# Азатян, Вагарш Давидович
Вагарш Давидович Азатян (арм. Վաղարշ Ազատյան; 14 января 1904, Тбилиси — 28 декабря 1991) — химик, вице-президент Армянского филиала АН СССР.

## Биография
Вагарш Давидович Азатян родился в Тбилиси 14 января 1904. Окончил армянскую гимназию Нерсисян — один из блестящих очагов армянской культуры.
С 1921 по 1928 годы окончил сельскохозяйственный, биологический и химический факультеты Ереванского государственного Университета.
После окончания работал в ЕГУ преподавателем, первым деканом химического факультета, проректором.
В. Азатян был вице-президентом и И.О Президента Армянского филиала Академии наук СССР (АрмФАНа с 1943 г. АН Арм. ССР)
При непосредственном участии В. Азатяна создавались Химический институт АрмФАНа (ныне институт Органической химии) и институт химической физики.
В период 1939—1945 годов В. Азатян был директором Химического института. Его имя тесно связано с созданием (в 1947 г.) Армянского химического журнала, являясь заместителем главного редактора на протяжении многих десятилетий.
Также длительное время был заместителем председателя Совета по терминологии АН Армении, его исключительные и глубокие знания в области языкознания легли в основу развития общей и химической терминологии армянского языка.
В. Азатян внес большой вклад в дело создания Армянской Энциклопедии, являясь одним из наиболее активных и авторитетных членов химической редакции.
Автор многих научных работ и русско-армянского химического словаря.
Имеет большие заслуги в создании четырёхтомного русско-армянского словаря и русско-армянского политехнического словаря.
Являлся одним из активных участников Менделеевского химического общества СССР.

## Награды
Правительство СССР высоко оценило вклад в науку Вагаршака Азатяна, наградив его орденом Трудового Красного Знамени и многими медалями.

## Память

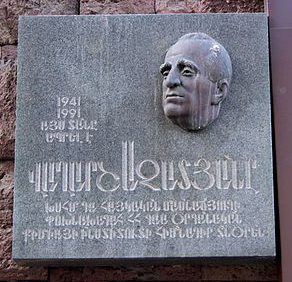
Мемориальная доска В. Азатяну в Ереване. Фото 2015 года.

В Ереване, на стене жилого дома Академии наук, установлена мемориальная доска В. Д. Азатяну.